# Robert Luther
| 17Tis                                                                           | 17 aprilie 1852    |
| 26 Proserpina                                                                   | 5 mai 1853         |
| 28 Bellona                                                                      | 1 martie 1854      |
| 35 Leukothea                                                                    | 19 aprilie 1855    |
| 37 Fides                                                                        | 5 octombrie 1855   |
| 47 Aglaja                                                                       | 15 septembrie 1857 |
| 50 Virginia [1]                                                                 | 19 octombrie 1857  |
| 53 Kalypso                                                                      | 4 aprilie 1858     |
| 57 Mnemosyne                                                                    | 22 septembrie 1859 |
| 58 Concordia                                                                    | 24 martie 1860     |
| 68 Leto                                                                         | 29 aprilie 1861    |
| 71 Niobe                                                                        | 13 august 1861     |
| 78 Diana                                                                        | 15 martie 1863     |
| 82 Alkmene                                                                      | 27 noiembrie 1864  |
| 84 Klio                                                                         | 25 august 1865     |
| 90 Antiope                                                                      | 1 octombrie 1866   |
| 95 Arethusa                                                                     | 23 noiembrie 1867  |
| 108 Hecuba                                                                      | 2 aprilie 1869     |
| 113 Amalthea                                                                    | 12 martie 1871     |
| 118 Peitho                                                                      | 15 martie 1872     |
| 134 Sophrosyne                                                                  | 27 septembrie 1873 |
| 241 Germania                                                                    | 12 septembrie 1884 |
| 247 Eukrate                                                                     | 14 martie 1885     |
| 258 Tyche                                                                       | 4 mai 1886         |
| 288 Glauke                                                                      | 20 februarie 1890  |

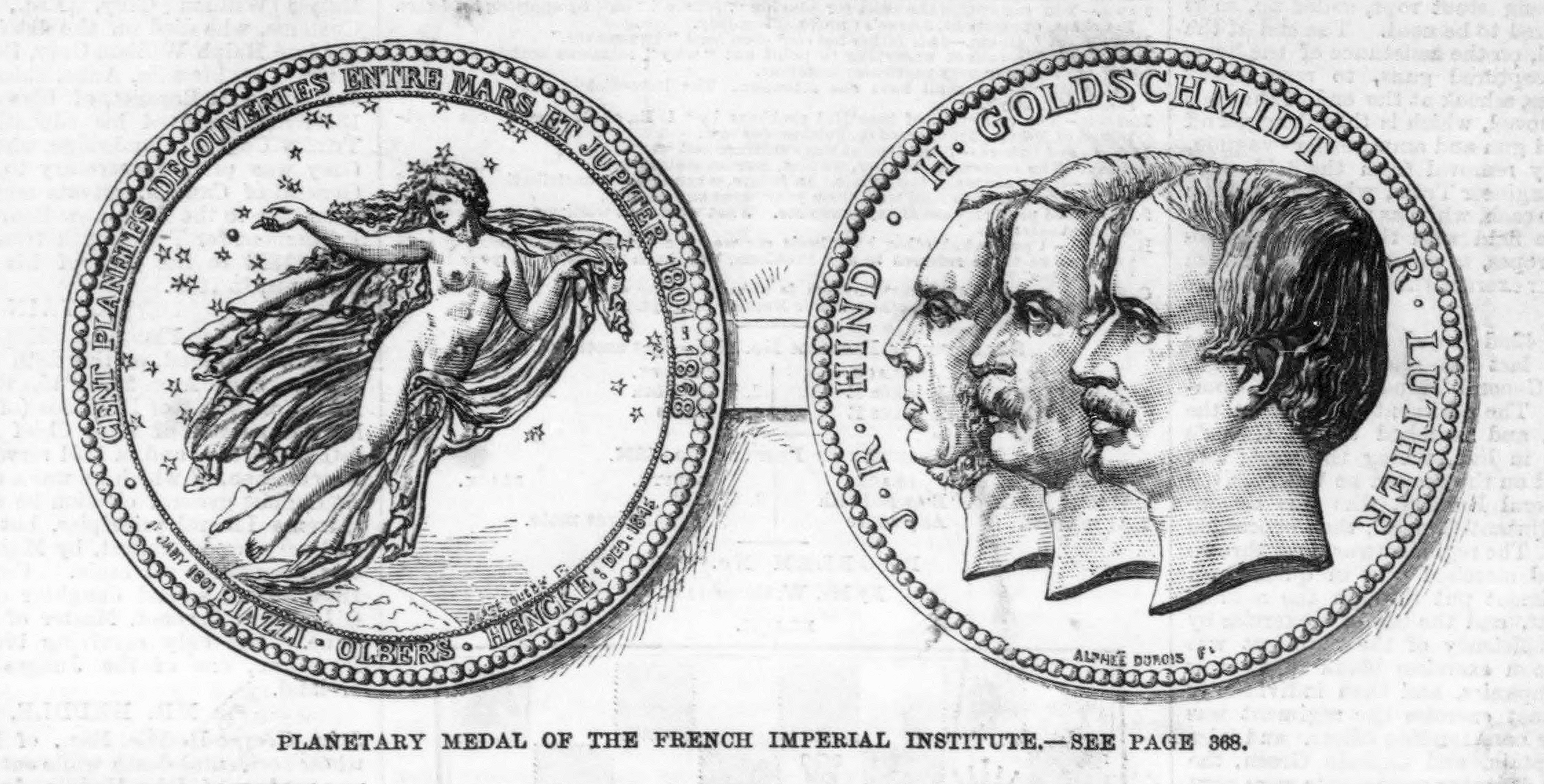
Royal Medal pentru a comemora cel de-al 100-lea asteroid, prezentându-i pe astronomi John Russel Hind, Hermann Goldschmidt și Robert Luther, anul 1869

| 1 a descoperit independent cu 15 zile după James Ferguson, dara raportat primul |                    |

Karl Theodor Robert Luther (n. 16 aprilie 1822, Schweidnitz, Regatul Prusiei, Imperiul German – d. 15 februarie 1900, Düsseldorf, Germania) a fost un astronom german. În timp ce lucra la Observatorul Bilk în Düsseldorf, Germania, a căutat asteroizi și a descoperit 24 dintre ei între anii 1852 și 1890.
Două dintre descoperirile sale sunt cunoscute acum că au proprietăți neobișnuite: 90 Antiope, un asteroid binar cu componente aproximativ egale și asteroidul 288 Glauke, un asteroid care se rotește foarte lent. Asteroidul 1303 Luthera și craterul lunar Luther au fost numiți în onoarea sa. De asemenea, Robert Luther a fost premiat cu Premiul Lalande de șapte ori, în anii 1852, 1853, 1854, 1855, 1859, 1860 și 1861. 